# شينجي موري
شينجي موري (باليابانية: 森慎二؛ بالكانا: もり しんじ) هو لاعب كرة قاعدة ياباني، ولد في 12 سبتمبر 1974 في إواكوني في اليابان، وتوفي في 28 يونيو 2017 في فوكوكا في اليابان.

## وصلات خارجية
- شينجي موري على موقع دوري كرة القاعدة الرئيسي (الإنجليزية)
- شينجي موري على موقع الدوري الياباني لكرة القاعدة (الإنجليزية)
- شينجي موري على موقعبيزبول رفرنس.كوم (الدوري الثانوي) (الإنجليزية)
- شينجي موري على موقع إي إس بي إن.كوم (أم.أل.بي) (الإنجليزية)